# Sáo má hung
Sáo má hung (danh pháp hai phần: Sturnia philippensis) là một loài chim trong họ Sturnidae.
Sáo má hung sinh sản ở Nhật Bản và các đảo Sakhalin và quần đảo Kuril của Nga; chúng trú đông ở Đài Loan, Philippines và bắc Borneo.
Sáo má hung trước đây được xếp vào chi Sturnus. Loài này được chuyển đến chi Agropsar hồi sinh dựa trên kết quả của hai nghiên cứu phát sinh loài phân tử được công bố vào năm 2008.